# Senecio fistulosus
Senecio fistulosus es una especie de plantas del género Senecio, de la familia de las asteráceas, es una de las muchas especies de Senecio originarias de Chile.

## Morfología

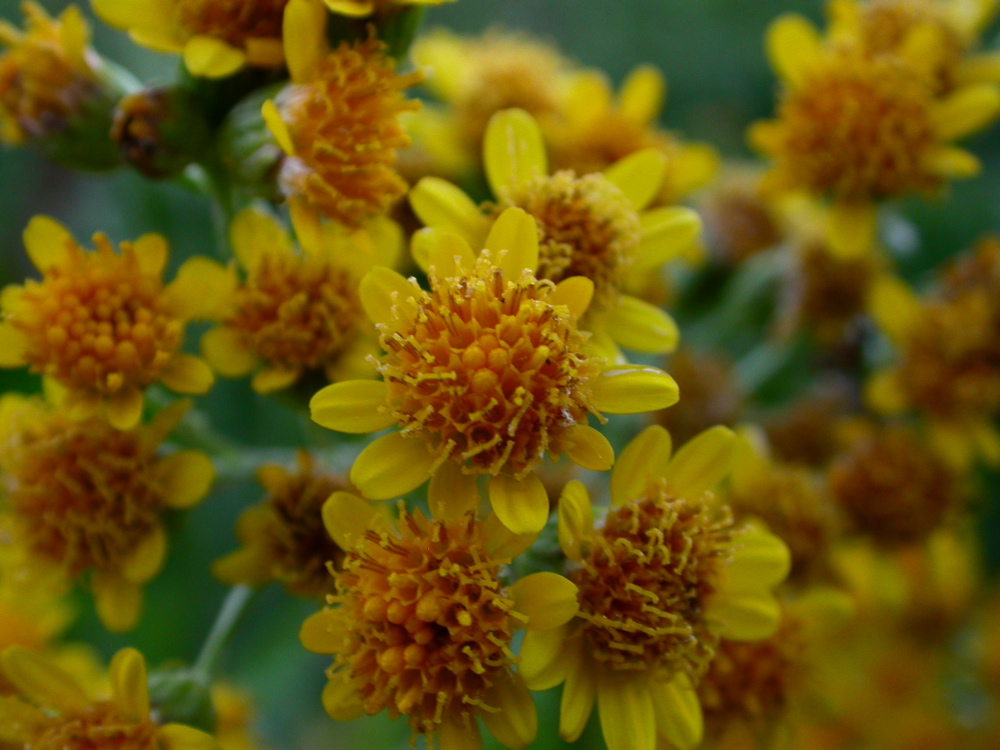
Flores de S. fistulosus

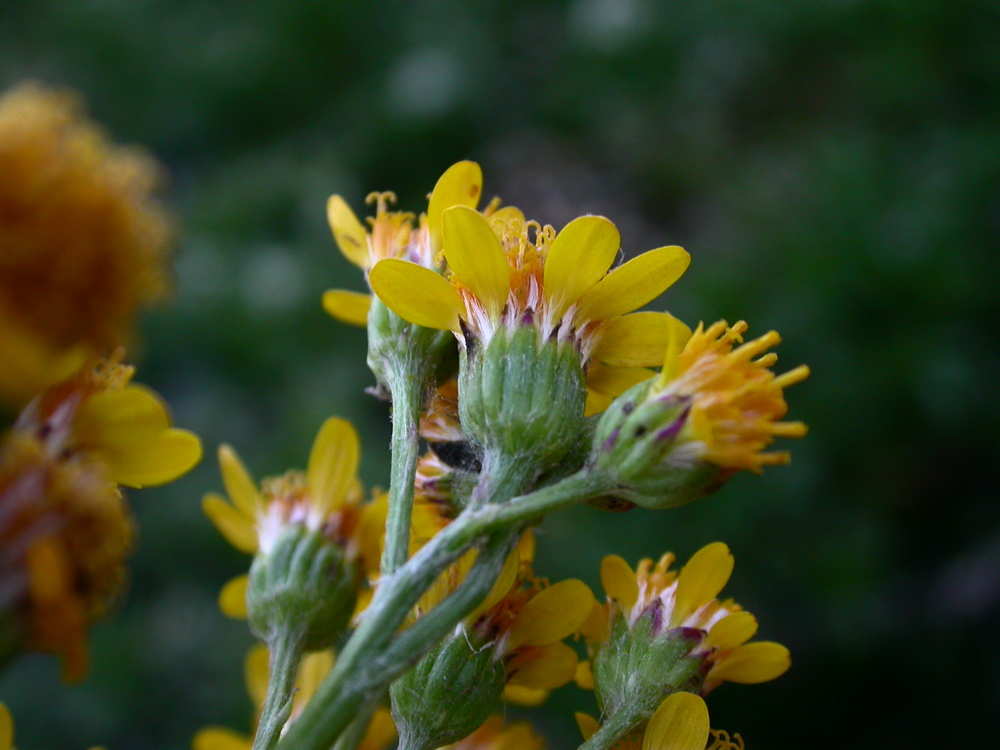
Flores

Es una hierba siempreverde, de un tamaño variable entre los 35 cm a los 2,5 m de altura. Es de color blanco, con una lanilla que cubre su parte aérea cuando es joven la que, al madurar la planta, desaparece quedando
lisa. Sus tallos son erectos, gruesos y huecos, de hasta 4 cm de diámetro. Sus hojas basales están dispuestas en roseta, de pecíolo largo, pero sus hojas superiores son sésiles. Sus flores son compuestas, de color amarillo y sus frutos son cilíndricos, lisos, y miden 3 mm de largo.

## Distribución geográfica
Es una especie ampliamente difundida en Chile, sin tener problemas de conservación. Crece en lugares húmedos del centro y sur de Chile, desde la provincia de Aconcagua hasta Magallanes, proliferando a lo largo de la Carretera Panamericana, junto a los canales o cursos de agua, donde florece desde octubre a marzo.

## Taxonomía y Sinonimia
El género Senecio tiene en Chile más de 200 diferentes especies, siendo una planta muy polimorfa, de allí el gran número de sinonimias en los catálogos taxonómicos, entre la que destaca el S. fistulosus. Otras especies del género (S. buglossus, S. eriophyton y otros), por su parecido morfológico al S. fistulosus son también usadas por la población local, dándole el mismo nombre común y atribuyéndole las mismas propiedades medicinales de la planta.
6. Estado de conservación y amenazas.
Hierba perenne, fuera de peligro9,16. La regulación nacional no establece una frecuencia de cosecha o una tasa de reemplazo específica8,16.  

## Usos en medicina
Principalmente consumido en forma de infusión, el S. fistulosus es utilizado como diurético en enfermedades cardíacas, hinchazón, edemas, y malestar estomacal.

## Taxonomía
Senecio fistulosus fue descrita por  Poepp. ex DC.  y publicado en  Prodromus Systematis Naturalis Regni Vegetabilis 6: 418. 1837[1838].
Etimología
Ver: Senecio
fistulosus: epíteto latíno que significa "tubular".
Sinonimia
- Senecio fistulosus Poepp. ex DC.
- Senecio fistulosus var. fistulosus
- Senecio hualtata var. variabilis (Phil.) Reiche
- Senecio ochroleucus Hook. & Arn.
- Senecio ochroleucus var. ochroleucus
- Senecio xanthocephalus Dusén[6]

## Nombres comunes
Hualtata, paco, lampazo, lengua de vaca.